# Paropsisterna erudita
Paropsisterna erudita es una especie de escarabajo del género Paropsisterna, familia Chrysomelidae. Fue descrita científicamente por Newman en 1842.
Habita en Australia.